# Serie A1 1974-1975 (pallacanestro maschile)
Il campionato di Serie A1 di pallacanestro maschile 1974-1975 è stato il cinquantatreesimo organizzato in Italia, il primo con la nuova suddivisione in A1 e A2.
Le quattordici squadre della massima serie si affrontano in partite di andata e ritorno. Fin qui tutto uguale: l'assegnazione dello scudetto e le retrocessioni vengono invece decise in una seconda fase. Le squadre classificate dal settimo al quattordicesimo posto si giocano la permanenza in A1 con le squadre che sono giunte tra il terzo e il decimo posto in A2, divise in due gironi all'italiana da otto squadre ciascuno. Il titolo viene assegnato alla vincitrice della Poule Scudetto, a cui prendono parte le prime sei squadre dell'A1 e le prime due dell'A2.
Vince la stagione la Forst Cantù, alla seconda affermazione assoluta, che supera Ignis Varese (che aveva vinto la stagione regolare) e Innocenti Milano nella Poule Scudetto.

## Prima fase

### Classifica
|  |     | Classifica prima fase 1974-1975 | Pt | G  | V  | P  | PtF  | PtS  |
|  | --- | ------------------------------- | -- | -- | -- | -- | ---- | ---- |
|  | 1.  | Ignis Varese                    | 44 | 26 | 22 | 4  | 2467 | 2023 |
|  | 2.  | Forst Cantù                     | 44 | 26 | 22 | 4  | 2507 | 2086 |
|  | 3.  | Innocenti Milano                | 38 | 26 | 19 | 7  | 2294 | 2083 |
|  | 4.  | Sinudyne Bologna                | 36 | 26 | 18 | 8  | 2224 | 2068 |
|  | 5.  | Sapori Siena                    | 32 | 26 | 16 | 10 | 1852 | 1840 |
|  | 6.  | Mobilquattro Milano             | 32 | 26 | 16 | 10 | 2249 | 2175 |
|  | 7.  | Brina Rieti                     | 28 | 26 | 14 | 12 | 1961 | 1996 |
|  | 8.  | Snaidero Udine                  | 24 | 26 | 12 | 14 | 2133 | 2216 |
|  | 9.  | Alco Bologna                    | 22 | 26 | 11 | 15 | 2038 | 2111 |
|  | 10. | Canon Venezia                   | 18 | 26 | 9  | 17 | 2005 | 2113 |
|  | 11. | Brill Cagliari                  | 18 | 26 | 9  | 17 | 2093 | 2274 |
|  | 12. | IBP Stella Azzurra Roma         | 16 | 26 | 8  | 18 | 1928 | 2131 |
|  | 13. | Duco Mestre                     | 8  | 26 | 4  | 22 | 2130 | 2375 |
|  | 14. | Fag Napoli                      | 4  | 26 | 2  | 24 | 1941 | 2325 |

## Seconda fase

### Gironi di classificazione
Brina Rieti, Brill Cagliari, Snaidero Udine e IBP Roma confermate in Serie A1.

### Poule scudetto
|  |    | Classifica poule scudetto 1974-1975 | Pt | G  | V  | P  | PtF  | PtS  |
|  | -- | ----------------------------------- | -- | -- | -- | -- | ---- | ---- |
|  | 1. | Forst Cantù                         | 24 | 14 | 12 | 2  | 1328 | 1177 |
|  | 2. | Ignis Varese                        | 22 | 14 | 11 | 3  | 1199 | 1068 |
|  | 3. | Innocenti Milano                    | 16 | 14 | 8  | 6  | 1185 | 1139 |
|  | 4. | Sinudyne Bologna                    | 16 | 14 | 8  | 6  | 1160 | 1133 |
|  | 5. | Sapori Siena                        | 12 | 14 | 6  | 8  | 971  | 1028 |
|  | 6. | Mobilquattro Milano                 | 8  | 14 | 4  | 10 | 1195 | 1263 |
|  | 7. | Saclà Torino                        | 8  | 14 | 4  | 10 | 1052 | 1145 |
|  | 8. | Jollycolombani Forlì                | 6  | 14 | 3  | 11 | 1141 | 1278 |

## Verdetti
- Campione d'Italia:  Forst Cantù

Formazione: Mario Beretta, Cancian, Giorgio Cattini, Fabrizio Della Fiori, Antonio Farina, Bob Lienhard, Pierluigi Marzorati, Franco Meneghel, Carlo Recalcati, Renzo Tombolato. Allenatore: Arnaldo Taurisano.
- Retrocessioni in Serie A2: Canon Venezia, Fag Napoli, Alco Bologna e Duco Mestre.